# محطة ميزوهو

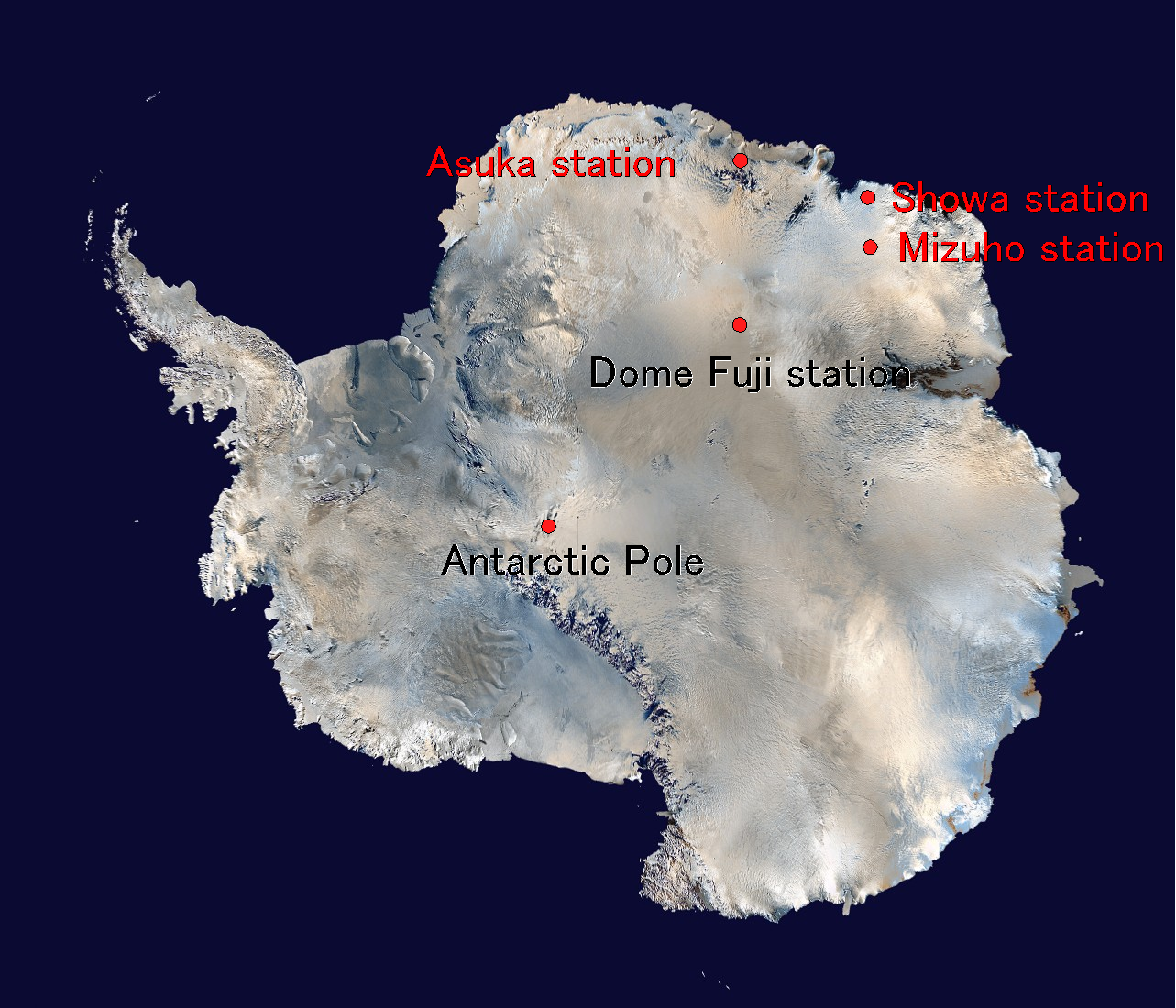
موقع محطة ميزوهو.

محطة ميزوهو (みずほ基地 Mizuho Kichi) هي محطة شحن يابانية في أنتاركتيكا تعمي على مدار السنة. تقع المحطة على خليج آتكا وافتتحت في عام 1970. يشغلها المعهد الوطني الياباني للبحوث القطبية.

## وصلات خارجية
- المعهد الوطني الياباني للبحوث القطبية